# Federico Soriguer
Federico J. Casimiro-Soriguer Escofet es un médico español especialista en endocrinología y nutrición. Ha sido jefe de Servicio de Endocrinología y Nutrición del Hospital Regional Universitario de Málaga y director Científico del IBIMA. En la actualidad es miembro de número de la Academia Malagueña de Ciencias.

## Biografía
Nació en Cabra (Córdoba) en 1946. Estudió el bachillerato en el Instituto Aguilar y Eslava de Cabra y la carrera de Medicina en la Facultad de Medicina de Sevilla durante los años 1962-69, donde realizó y leyó la tesis doctoral en 1974. En 1975 dimitió como profesor no numerario y médico adjunto del recién inaugurado Hospital Clínico Virgen de la Macarena de Sevilla, por desacuerdo con el modelo docente y asistencial de la institución, incorporándose al Hospital Carlos Haya de Málaga (actual Hospital Regional Universitario de Málaga), donde creó el Servicio de Endocrinología y Nutrición. En el año 2010 es nombrado primer director científico del Instituto de Investigación biomédica de Málaga (IBIMA) con el encargo de ponerlo en marcha y acreditarlo en el año 2014. En ese año es obligado a jubilarse, decisión que fue rectificada a los tres años tras una decisión judicial. En la actualidad, es Académico de número de la Academia Malagueña de Ciencias.

## Experiencia profesional
Como médico y jefe de Servicio de un hospital público el Dr. Federico Soriguer ha contribuido a la creación de un servicio de referencia nacional dentro del sistema sanitario público de salud. Un servicio basado en un modelo de “gestión del conocimiento”, distinto a los dos modelos tradicionales, el piramidal de los viejos departamentos médicos y el actual de gestión clínica. Un modelo abierto de gestión del capital humano y liderazgos transversales que ha permitido compatibilizar, por un lado, una atención amplia e integradora basada en la patología médica general y, por otro, con la propia de un servicio especializado capaz de gestionar la complejidad dando respuesta disciplinar a las necesidades de la población. Un modelo de servicio público que integró, ya desde sus comienzos, la educación terapéutica como parte del proyecto clínico y asistencial. Gracias a estos liderazgos transversales fue posible poner en marcha dentro del Servicio de Endocrinología y Nutrición, unidades de diabetes, fibrosis quística, errores congénitos del metabolismo, tumores endocrinos, obesidad, nutrición oncológica, bromatología (incorporada más tarde dentro de la UGC) o la unidad de transexualidad e identidad de género (UTIG) que ya desde 1999, ha sido la primera unidad que dio respuesta disciplinar a nivel nacional a la demanda de atención de personas con disforia de género. Un modelo que ha permitido gestionar los inevitables conflictos entre los principios de beneficencia, no maleficencia, justicia y autonomía, presentes en todo servicio médico, priorizándose como ética de máximos los principios de autonomía y beneficencia y de mínimos los de justicia y no maleficencia. Conflictos que se han tratado de resolver mediante procedimientos casuísticos en torno a las sesiones clínicas, protocolarias y programadas, que han formado parte de la columna vertebral del servicio.
Como médico del hospital ha sido presidente de la comisión de ética e investigación clínica, miembro del comité de ética asistencial, presidente del comité para el 50 aniversario del hospital Regional Universitario Carlos Haya y patrono de la fundación Imabis (Fimabis).

## Investigación
Federico Soriguer participó en los seminarios del FIS (Fondo de Investigación Sanitaria) donde en la década de los ochenta del pasado siglo se pusieron en marcha programas que permitieron introducir en España la epidemiologia clínica, entre ellos la creación de las Unidades de Investigación Clínica, que fueron las primeras estructuras estables de investigación dentro de las instalaciones sanitarias públicas, sobre las que se asentaron más tarde la Red de Centro de Unidades de Investigación (REUNI) y finalmente los Ciber y los Institutos de Investigación.
En los años ochenta, dentro del Servicio, se crea uno de los primeros grupos de investigación mixto de Málaga, con la incorporación creciente de investigadores básicos, con recursos conseguidos en régimen de concurrencia competitiva, públicos y privados, desarrollándose un modelo de diálogo entre la investigación básica-experimental y la clínica y clínica epidemiológica. En los año 90 del pasado siglo se pone en marcha el proyecto Pizarra, un gran proyecto de cohortes en la población de Pizarra y ya en el siglo XXI dentro del Ciber de Diabetes, se inicia el proyecto Di@bet.es, un estudio de cohortes nacional del que Federico Soriguer ha sido el director científico hasta su jubilación. A partir de ambas cohortes se han publicado numerosos trabajos que han contribuido el mejor conocimiento de la epidemiologia de la diabetes en España, así como de las relaciones nature-nurture en la explicación de determinados acontecimientos metabólicos.
Las publicaciones científicas, la mayoría en revistas indexadas, pueden ser consultadas introduciendo en Medline o en otros buscadores la referencia ”Soriguer F” o “Federico Soriguer”.
En el año 2008, es nombrado director científico del IBIMA (Instituto de Investigación Biomédica de Málaga) con el encargo de ponerlo en marcha, dirigiéndolo hasta su acreditación en 2014, fecha en el que cesa por su jubilación forzosa.
En 2014, tras la jubilación, recibe el encargo del Alcalde de Málaga, Francisco de la Torre, de poner en marcha el «Plan Municipal de Salud de la ciudad de Málaga», llevando a cabo el primer «Diagnóstico de salud de la población de Málaga». «Plan Municipal de Salud» aprobado por unanimidad en el Pleno del Ayuntamiento de Málaga el 28 de abril de 2016.

### Libros publicados
- ¿Es la clínica una ciencia? (Edit. Díaz de Santos, 1992)
- Evaluación de Programas de Educación a Pacientes. Una experiencia Clínico Pedagógica. (Coeditor de la obra). (Edita, Consejería de Salud, J.A., Sevilla, 1993)[10][11]
- Manual de Pruebas diagnósticas en Endocrinología, (Edit.. Díaz de Santos, 1993)
- La Obesidad. (Edit. Díaz de Santos, 1994)
- El Sur como disculpa. (Edit. Díaz de Santos,1996)
- Hipócrates y los becarios. (Edit. Málaga Digital, 2001)
- El médico y el científico, (Edit. Díaz de Santos, 2005)
- Como adelgazar por la seguridad social, (Edit. Arguval, 2008)
- (Bio)Ética para andar por casa, (Edit. Arguval, 2011)
- Diario de un médico jubilado, (Edit. el Genal-Prometeo, 2015)
- Historia del Hospital Carlos Haya de Málaga y sus pabellones, (Edit. el Genal-Prometeo, 2016)
- Si Don Santiago levantara la cabeza: La lógica científica contada en 101 historias nada científicas, (Edit. Incipìt, 2017)
- Gordos y flacos. La obesidad un siglo después de Marañón. (Edit. Díaz de Santos, 2018)
- Cartas a mis Biznietos (Edit. Grupo33, Málaga, 2019)
- Crónica de un académico en cuarentena (Academia Malagueña de Ciencias, 2019)
- Un animal inacabado. Una historia del cuerpo humano (Fundación Málaga, Edit. El Genal, 2021)
- Por qué las mujeres se casan con hombres mayores que se mueren antes (Edit. Mascarón de Proa, 2022)
- Catecismo para Incrédulos (Edit. El Genal, Prometeo, 2025)
- Ciencia Abierta. Una buena idea. (edición en español). Traducción por Federico Soriguer, del libro Open Science. The Very Idea, de Frank Miedema. Publicado en acceso abierto por (Universidad Autónoma del Estado de MéxicoRedalic/amelica, 2024)[12]
- Uso y cuidado de la lengua española en la Ciencia. Edición conjunta de la Fundación Lilly. Academia Malagueña de Ciencias. (Edit. Comares, 2025)

## Participación ciudadana
Federico Soriguer es un colaborador permanente en los medios publicando en los periódicos del Grupo Joly, SUR, El Mundo, el País, la Vanguardia, así como en los blogs Sinapsis y el de la Academia Malagueña de Ciencias, entre otros. Así mismo como coordinador de la sección de Ciencias Sociales y Humanidades de la Academia Malagueña de Ciencias contribuye activamente en diferentes iniciativas que tienen como objetivo compartir conocimientos científicos con la sociedad dentro de un proyecto general de la Academia Malagueña de Ciencias (“La ciencia es cultura”).